# Közép fakopáncs
A közép fakopáncs (Dendrocoptes medius) a madarak (Aves) osztályának harkályalakúak (Piciformes) rendjébe, ezen belül a harkályfélék (Picidae) családjába tartozó faj.

## Rendszerezése
A fajt Carl von Linné svéd természettudós írta le 1758-ban, a Picus nembe Picus medius néven. Sorolják a Dendrocopos nembe Dendrocopos medius néven  és a Leiopicus nemben Leiopicus medius néven is.

## Alfajai
- Dendrocoptes medius anatoliae (Hartert, 1912)
- Dendrocoptes medius caucasicus (Bianchi, 1904)
- Dendrocoptes medius medius (Linnaeus, 1758)
- Dendrocoptes medius sanctijohannis (Linnaeus, 1758)

## Előfordulása
Európában és Ázsia délnyugati részén él. Természetes élőhelyei a mérsékelt övi erdők, szubtrópusi és trópusi száraz erdők, valamint városi régiók.

### Kárpát-medencei előfordulása
Magyarországon állandó és rendszeres fészkelő. Elsősorban a középhegységekben és a Duna ártéri erdeiben találkozhatunk vele, de akár városi parkokban is előfordul.

## Megjelenése
Testhossza 20–22 centiméter, szárnyfesztávolsága 33–34 centiméter, testtömege 50–80 gramm. Feje teteje vörös, nyaka és háta fekete, nincsenek fehér foltok a nyakán és a fején, mint a nagy fakopáncsnak.

## Életmódja
Hernyókkal, levéltetvekkel, kétszárnyúakkal, bogarakkal és pókokkal táplálkozik, melyet főként a lombkoronából és a fa törzséről gyűjtöget, a talajon ritkán keresgél.

## Szaporodása
Magányos fészkelő. Idős lomberdőkben, tölgyesekben, ártéri erdőkben, a saját maga által vájt, szűk bejáratú odú csupasz aljzatára rakja 5-7 tojását, melyen 12-14 napig kotlik. Fiókái fészeklakók, 20-21 napos korukban repülnek ki.
|  |  |

## Természetvédelmi helyzete
Az elterjedési területe rendkívül nagy, egyedszáma pedig növekszik. A Természetvédelmi Világszövetség Vörös listáján nem fenyegetett fajként szerepel. Európában nem fenyegetett fajként van nyilvántartva, Magyarországon védett, természetvédelmi értéke 50 000 Ft. Fészkelő-állománya 7000 - 16000 párra tehető (1999-2002).